# La Petite Bande (Sigiswald Kuijken)
Pour les articles homonymes, voir La Petite Bande (homonymie).
La Petite Bande est un ensemble musical belge spécialisé en musique baroque et de la période classique interprétée sur instruments d’époque. Elle doit essentiellement sa réputation  aux enregistrements d’œuvres de Corelli, Rameau, Haendel, Bach, Haydn et Mozart,, parmi beaucoup d’autres, dans lesquels elle s’est attachée depuis 1972 à faire revivre la musique dans le respect de la tradition ancienne tant au niveau du jeu que de la sonorité. Elle reste toujours aujourd’hui fidèle à cet engagement. Ses nombreux concerts et participations à des festivals la mènent partout à travers le monde.

## Historique

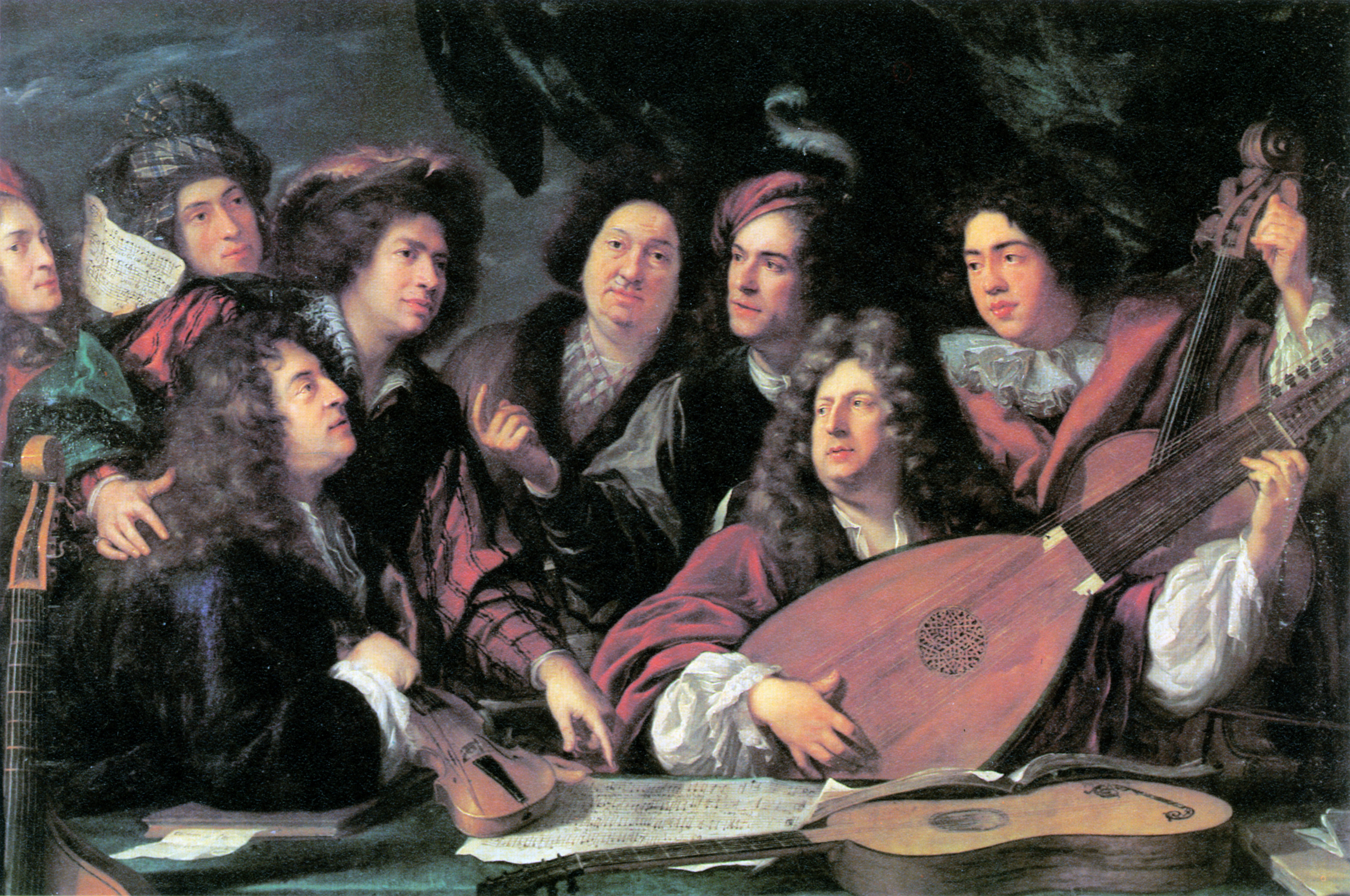
Réunion de musiciens, peinture de François Puget (1688). Sujet traditionnellement identifié à Jean-Baptiste Lully (tenant le violon) entouré des musiciens à la cour de Louis XIV. La Petite Bande doit son nom et son effectif de base à l’orchestre de Lully, La Petite Bande des Violons du Roi.

L’ensemble est réuni pour la première fois en 1972 par Sigiswald Kuijken, initialement dans l’unique but d’enregistrer Le Bourgeois gentilhomme, comédie-ballet de Lully, sous la direction de Gustav Leonhardt pour le label Deutsche Harmonia Mundi. Il tient son nom de la Petite Bande des Violons du roi de Lully, un orchestre pour 21 instruments à cordes à la Cour de Louis XIV,. Le noyau de base du groupe  est composé à l'origine du Leonhardt Consort et de Sigiswald Kuijken et ses frères Wieland et Barthold. Après l’enregistrement, qui est un succès immédiat, le groupe donne de nombreux concerts à travers l’Europe et devient un ensemble permanent basé à Louvain sous la direction de Kuijken. Son répertoire de départ se concentre autour de la musique baroque française, mais très rapidement inclut des compositeurs italiens et allemands (notamment Corelli, Haendel et Bach). Il s'étend progressivement du Baroque à la période classique avec des concerts et des enregistrements d’œuvres de Haydn et Mozart. L’enregistrement de La Création de Haydn en 1982 est le premier enregistrement de cette œuvre sur instruments anciens,,. Les débuts au Royaume-Uni ont lieu aux BBC Proms en 1982, avec un concert d’œuvres de Bach, Haendel et Rameau. Le critique Barry Millington décrit le concert dans le Musical Times : « Le groupe montre une touchante attitude d’indifférence à tout rituel de concert : chaque instrumentiste  est habillé différemment. Par contre  il n’y a rien de fortuit dans leur jeu: ceci est un des ensembles baroques les plus disciplinés du moment ».
Au cours des dix premières années de son existence, la Petite Bande enregistre nombre d’œuvres peu ou pas connues du domaine de l’opéra dont Zoroastre, Zaïs et Pygmalion de Rameau ainsi que L'Europe galante de Campra et Le Jugement de Midas de Grétry. De 2006 à 2012, l’ensemble se concentre sur l’œuvre de Bach et en particulier ses cantates avec comme but d’enregistrer une année liturgique complète, mais aussi  ses Passion selon saint Matthieu et Passion selon saint Jean ainsi que la Messe en si mineur. Dans ces enregistrements, Sigiswald Kuijken applique les résultats des recherches récentes sur l’œuvre de Bach et en particulier la thèse d'une voix par partie : pas de chœur, seulement un quatuor vocal et un effectif minimal. Les chanteurs participant à ces projets sont les sopranos Gerlinde Sämann, Barbara Schlick, Elisabeth Scholl et Siri Thornhill, les altos René Jacobs et Petra Noskaiová, les ténors Christoph Genz, Christoph Prégardien et Marcus Ullmann, et les basses Jan van der Crabben, Max van Egmond et Harry van der Kamp.  
Le 2 février 2009, Sigiswald Kuijken reçoit le Prix du Mérite culturel du gouvernement de la Communauté flamande. Le jour suivant, la commission consultative du Ministère flamand de la Culture  conseillait de supprimer le subside annuel de 600 000 euros à la Petite Bande. Afin de sauver les subventions, les étudiants de Kuijken ont lancé sur internet une pétition qui a récolté 21 000 signatures. Le Ministre flamand de la Culture en fonction à l’époque, Bert Anciaux, décide de ne pas tenir compte de l’avis de la commission et rétablit la subvention (réduite à 590 000 euros) jusqu’en 2012. L’ensemble a depuis créé une fondation caritative, Support La Petite Bande, dans le but de combler le manque.
En septembre 2011, Kuijken projette de céder de temps à autre la direction à de jeunes musiciens. Il choisit l’organiste et claveciniste français  Benjamin Alard pour diriger un nouveau projet Haendel qui commence en avril 2013.
Fin 2012, la ministre flamande de la culture, Joke Schauvliege, annonce la suppression du subside annuel de 560 000 euros à la Petite Bande, bien que certains subsides pour des projets spécifiques soient accordés pour la période de 2013 à 2016. L'ensemble décide alors de faire appel au crowdfunding et récolte 130 000 euros.

## Discographie
- 2020 - J.S. Bach - Cantates BWV 72, 156, 92 (Accent)
- 2019 - H. Schütz - Auferstehungshistorie SWV 50 (Accent)
- 2017 - W.A. Mozart - Quatuors avec piano K. 493 et 478 (Challenge Records (en))
- 2017 - W.A. Mozart - Concertos pour piano K. 413, K. 414, K. 415 (Challenge Records)
- 2017 - J.S. Bach - 64 cantates pour l'année liturgique complète (19 CD) (Accent)
- 2016 - Telemann G.P. - Concerto pour trompette, concertos pour cors (Accent)
- 2015 - H. Schütz - Musikalische Exequien (Accent)
- 2014 - Telemann G.P. - Concertos & Suites (Accent)
- 2014 - J.S. Bach - Weihnachtsoratorium (Challenge Classics)
- 2014 - J.S. Bach - Cantates vol.18 BWV 70, 9, 182 (Accent)
- 2013 - J.S. Bach - Suites pour orchestre BWV 1066, 1069 (Accent)
- 2013 - J.S. Bach - Cantates vol.17 BWV 186, 168, 134, 54 (Accent)
- 2013 - J.S. Bach - Cantates vol.16 BWV 34, 173, 184, 129 (Accent)
- 2012 - J. Haydn – Die Tageszeiten: Symphonies 6, 7, 8 (Diapason d'or)
- 2012 - J.S. Bach – Cantatas Vol. 15 BWV 52, 60, 116, 140
- 2012 - J.S. Bach - Johannes-Passion (Challenge Records)
- 2012 - Buxtehude - Membra Jesu nostri BuxWV75 (Accent)
- 2011 - Vivaldi - Concertos pour flûte
- 2011 - J.S. Bach - Cantates vol.14 BWV 91-57-151-122 (Accent)
- 2011 - J.S. Bach - Cantates vol.13 BWV 249–6 (Accent)
- 2010 - J.S. Bach - Matthäuspassion BWV 243
- 2010 - J.S. Bach - Cantates vol.12 BWV 138-27-47-99
- 2010 - J.S. Bach - Cantates vol.11 BWV 67–8-12
- 2010 - J.S. Bach - Concertos brandebourgeois BWV 1047-1051
- 2009 - J.S. Bach - Messe en si mineur BWV 232
- 2009 - J.S. Bach - Cantates vol.10 BWV 108-86-11-4
- 2009 - J.S. Bach - Cantates vol.9 BWV 61-36-62-132
- 2009 - J.S. Bach - Cantates vol.8 BWV 13-73-81-144
- 2008 - C. Monteverdi - Vespro della Beata Vergine SV 206
- 2008 - J.S. Bach - Cantates vol.7 BWV 18-23-1
- 2008 - J.S. Bach - Cantates vol.6 BWV 20-2-10
- 2007 - W.A. Mozart - Cassations KV63 - KV99 & Divertimento KV205
- 2007 - J.S. Bach - Cantates vol.5 BWV 179-35-164-17
- 2007 - J.S. Bach - Cantates vol.4 BWV 16-153-65-154
- 2006 - J.S. Bach - Cantates vol.3 BWV 82-178-102
- 2006 - J.S. Bach - Cantates vol.2 BWV 177-93-135
- 2005 - W.A. Mozart - Die Zauberflöte
- 2005 - J.S. Bach - Cantates Vol.1 BWV 98-180-56-55
- 2004 - J.S. Bach - Motets BWV 225 - 229
- 2004 - J.G. Graun - Der Tod Jesu
- 2003 - C.P.E. Bach - Die Auferstehung und Himmelfahrt Jesu - Hyperion
- 2002 - J.S. Bach - Cantates BWV 9-94-187 - DHM
- 2002 - W.A. Mozart - Arias & duos - DHM
- 2001 - J.S. Bach - Messe en si mineur BWV 232 - Urtext
- 2000 - H. Schütz - Weihnachtshistorie (Histoire de la Nativité) - DHM
- 1999 - W.A. Mozart - Le nozze di Figaro
- 1999 - J. Haydn - Concertos pour violoncelle en ré majeur & do majeur - DHM
- 1998 - W.A. Mozart - Concertos pour violon K207-211, Concertone K190 - Denon
- 1997 - W.A. Mozart - Concertos pour violon K218-219 - Denon
- 1997 - J.B. Lully - Concert de Danse - Charpentier, Rebel
- 1997 - G.B. Pergolesi - La serva padrona, Livieta e Tracollo
- 1996 - J. Haydn - Symphonies 102, 103, 104 - DHM
- 1996 - W.A. Mozart - Sinfonia Concertante K364, Concertos pour violon K216 -Denon
- 1996 - W.A. Mozart - Don Giovanni (enregistrement de concert)
- 1995 - J. Haydn - Symphonies 99, 100, 101 - BMG/Deutsche Harmonia Mundi
- 1995 - J. Haydn - Harmoniemesse, Te Deum - BMG/Deutsche Harmonia Mundi
- 1994 - J. Haydn - Symphonies 96, 97, 98 - BMG/Deutsche Harmonia Mundi
- 1994 - J.S. Bach - Cantates BWV 49, 58, 82
- 1993 - J. Haydn - Symphonies 93, 94, 95 - BMG/Deutsche Harmonia Mundi
- 1993 - J.S. Bach - Motets BWV 225-230
- 1993 - W.A. Mozart - Cosi fan tutte (enregistrement de concert)
- 1993 - J.S. Bach - Concertos brandebourgeois I-VI - BMG/Deutsche Harmonia Mundi
- 1992 - J. Haydn - Symphonies 88, 89, 92 - Virgin Classics
- 1990 - J.S. Bach - Matthäuspassion - BMG/Deutsche Harmonia Mundi
- 1990 - J. Haydn - Die Jahreszeiten - Virgin Classics
- 1989 - J. Haydn - Symphonies 90, 91 - Virgin Classics
- 1989 - J. Haydn - Symphonies 25, 52, 53 - Virgin Classics
- 1989 - J.S. Bach - Magnificat - Virgin Classics
- 1988 - J. Haydn - - L'Infedelta Delusa -WDR/Deutsche Harmonia Mundi
- 1988 - J.S. Bach - Johannes-Passion BWV 245 - WDR/Deutsche Harmonia Mundi
- 1988 - W.A. Mozart - Concertarias - Virgin Classics
- 1987 - W.A. Mozart - Requiem (enregistrement de concert)
- 1987 - W.A. Mozart - Concertos pour flûte - WDR/Deutsche Harmonia Mundi
- 1987 - C.P.E. Bach - Die Letzten Leiden des Erlösers - WDR/Deutsche Harmonia Mundi
- 1986 - J.S. Bach - Hohe Messe - WDR/Deutsche Harmonia Mundi
- 1986 - W.A. Mozart - Davidde Penitente K 469 / Ave Verum Corpus K 618 - WDR/Deutsche Harmonia Mundi
- 1985 - G.F. Händel - Alessandro - WDR/Deutsche Harmonia Mundi
- 1984 - J.-P. Rameau - Zoroastre - WDR/Deutsche Harmonia Mundi
- 1983 - J. Haydn - Die Schöpfung
- 1982 - C.W. Gluck - Orphée et Eurydice
- 1982 - J.S. Bach - Concertos pour violon BWV 1041-1043 -WDR/Deutsche Harmonia Mundi
- 1982 - J.S. Bach - Suites pour orchestre (Ouvertures) BWV 1066-1069 - WDR/Deutsche Harmonia Mundi
- 1981 - J.-P. Rameau - Pygmalion - WDR/Deutsche Harmonia Mundi
- 1981 - A.E.M. Grétry - Le Jugement de Midas (extraits) - WDR/Ricercar
- 1980 - A. Vivaldi - Les Quatre Saisons - RCA/Seon
- 1980 - G.F. Händel - Partenope - WDR/Deutsche Harmonia Mundi
- 1979 - J.-P. Rameau - Suite d'Hippolyte et Aricie - Deutsche Harmonia Mundi
- 1978 - J.-P. Rameau - Zaïs - WDR/Stil
- 1978 - A. Corelli - Concerti Grossi op. 6, n° 6-12 - Deutsche Harmonia Mundi
- 1977 - A. Corelli - Concerti Grossi op. 6, n° 1-4 - Deutsche Harmonia Mundi
- 1975 - G. Muffat - Suites et Concerti Grossi - Deutsche Harmonia Mundi
- 1974 - A. Campra - L'Europe galante (extraits) - Deutsche Harmonia Mundi
- 1973 - J. Lully - Le Bourgeois gentilhomme - Deutsche Harmonia Mundi